# Rooney Mara
Patricia Rooney Mara (/ˈmɛərə/ MAIR-ə; sinh ngày 17 tháng 4 năm 1985) là một nữ diễn viên người Mỹ. Cô từng góp mặt trong các phim như A Nightmare on Elm Street và The Social Network. Mara thủ vai Lisbeth Salander, nhân vật chính trong The Girl with the Dragon Tattoo, phiên bản chuyển thể năm 2011 từ tiểu thuyết cùng tên của nhà văn Thụy Điển Stieg Larsson. Vai diễn này mang đến cho Mara thành công đột phá và đề cử giải Quả cầu vàng cho Nữ diễn viên phim chính kịch xuất sắc nhất cũng như đề cử giải Oscar cho Nữ diễn viên chính xuất sắc nhất.

## Các tác phẩm đã tham gia
| Năm  | Tên                                   | Vai diễn               | Ghi chú       |
| ---- | ------------------------------------- | ---------------------- | ------------- |
| 2005 | Urban Legends: Bloody Mary            | Nữ sinh #1             |               |
| 2008 | Dream Boy                             | Evelyn                 |               |
| 2009 | Dare                                  | Courtney               |               |
| 2009 | The Winning Season                    | Wendy Webber           |               |
| 2009 | Friends (With Benefits)               | Tara                   |               |
| 2009 | Youth in Revolt                       | Taggarty               |               |
| 2009 | Tanner Hall                           | Fernanda               |               |
| 2010 | A Nightmare on Elm Street             | Nancy Holbrook         |               |
| 2010 | The Social Network                    | Erica Albright         |               |
| 2011 | The Girl with the Dragon Tattoo       | Lisbeth Salander       |               |
| 2013 | Ain't Them Bodies Saints              | Ruth Guthrie           |               |
| 2013 | Side Effects                          | Emily Taylor           |               |
| 2013 | Her                                   | Catherine Klausen      |               |
| 2014 | Trash                                 | Chị Olivia             |               |
| 2015 | Carol                                 | Therese Belivet        |               |
| 2015 | Pan & vùng đất Neverland              | Tiger Lily             |               |
| 2016 | Kubo và sứ mệnh samurai               | Chị em Karasu và Washi | Lồng tiếng    |
| 2016 | Una                                   | Una Spencer            |               |
| 2016 | Lion                                  | Lucy                   |               |
| 2016 | The Secret Scripture                  | Roseanne McNulty (trẻ) |               |
| 2017 | The Discovery                         | Isla                   |               |
| 2017 | A Ghost Story                         | M                      |               |
| 2017 | Song to Song                          | Faye                   |               |
| 2018 | Don't Worry, He Won't Get Far on Foot | Annu                   |               |
| 2018 | Mary Magdalene                        | Mary Magdalene         |               |
| 2018 | Dominion                              | Dẫn chuyện             | Phim tài liệu |

| Năm  | Tên                               | Vai diễn       | Ghi chú                               |
| ---- | --------------------------------- | -------------- | ------------------------------------- |
| 2006 | Law & Order: Special Victims Unit | Jessica DeLay  | Tập "Fat"                             |
| 2007 | Women's Murder Club               | Alexis Sherman | Tập "Blind Dates and Bleeding Hearts" |
| 2008 | The Cleaner                       | Rebecca Smith  | Tập "Rebecca"                         |
| 2009 | ER                                | Megan          | 2 tập                                 |